# Ryan Vesce
Ryan Vesce (ur. 7 kwietnia 1982 w Lloyd Harbour, Nowy Jork) – amerykański hokeista.
Jego brat William (ur. 1987) także jest hokeistą.

## Kariera
- New York Apple Core (1999-2000)
- Cornell University (2000-2004)
- Springfield Falcons (2005-2006)
- Binghamton Senators (2006-2007)
- HIFK (2007-2008)
- Worcester Sharks (2008-2010)
  -  San Jose Sharks (2008-2010)
- Torpedo Niżny Nowogród (2010-2012)
- Skellefteå AIK (2012-2013)
- KHL Medveščak Zagrzeb (2013-2014)
- Dynama Mińsk (2014-2016)
- Traktor Czelabińsk (2016)
- HC Lugano (2016)
- Fribourg-Gottéron (2017)
- EHC Olten (2017)

Od czerwca 2010  zawodnik Torpedo Niżny Nowogród (w tym czasie razem z nim w ataku grali Matt Ellison i Charles Linglet - ten tercet był najskuteczniejszy w sezonie KHL 2010/2011). W sierpniu 2012 roku został graczem Skellefteå AIK i pozostawał nim do stycznia 2013. W maju 2013 został zawodnikiem chorwackiego klubu KHL Medveščak Zagrzeb, a wraz z nim graczem klubu został Charles Linglet. W październiku 2013 do drużyny dołączył także Matt Ellison. Cała trójka rozegrała wspólnie sezon KHL (2013/2014). Od maja 2014 zawodnik białoruskiego klubu Dynama Mińsk, związany dwuletnim kontraktem, a wraz z nim ponownie Linglet i Ellison. Odszedł z klubu z końcem kwietnia 2016. Od października do listopada 2016 zawodnik Traktora Czelabińsk. W grudniu 2016 czasowo zawodnik HC Lugano na czas turnieju Puchar Spenglera 2016. Od stycznia 2017 zawodnik Fribourg-Gottéron. W maju 2017 przeszedł do EHC Olten. W końcem roku kalendarzowego 2017 przerwał karierę z powodu skutków wstrząśnienia mózgu.

## Sukcesy
Klubowe
- Mistrzostwo NCAA: 2003

Indywidualne
- AHL All-Star Game: 2006, 2009
- SM-liiga (2007/2008):

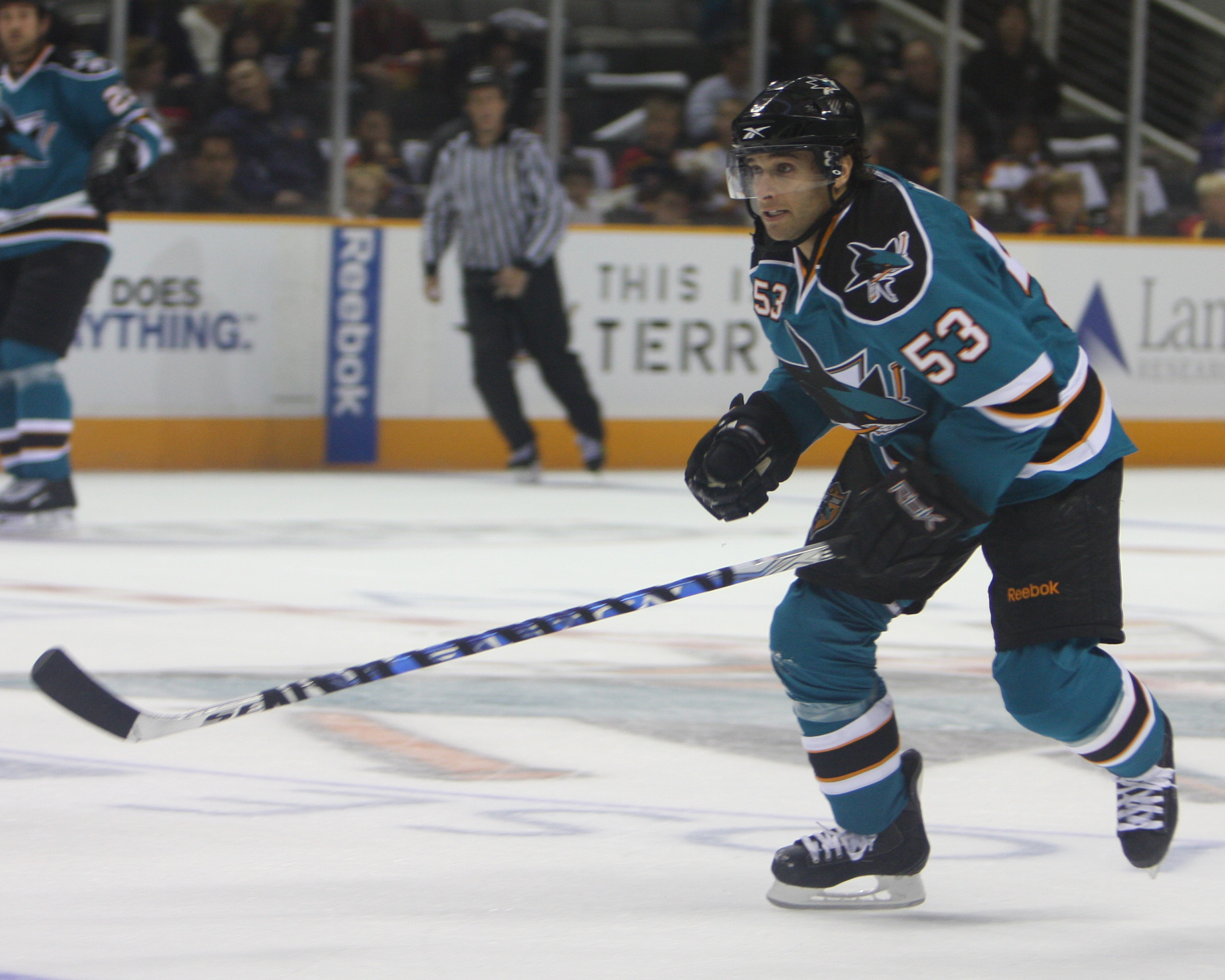
Ryan Vesce w barwach San Jose Sharks (2009)

  - Najlepszy napastnik miesiąca - styczeń 2008
  - Szóste miejsce w klasyfikacji strzelców w sezonie zasadniczym: 26 goli[15]
- KHL (2010/2011):
  - Czwarte miejsce w klasyfikacji strzelców w sezonie zasadniczym: 25 goli
  - Nagroda Najlepsza Trójka dla tercetu najskuteczniejszych strzelców ligi (oraz Matt Ellison i Charles Linglet) - łącznie 58 goli